# Ponte nelle Alpi
Ponte nelle Alpi (Pónt in veneto) è un comune italiano sparso di 7 926 abitanti della provincia di Belluno in Veneto, la cui sede comunale è la frazione Cadola.

## Geografia fisica

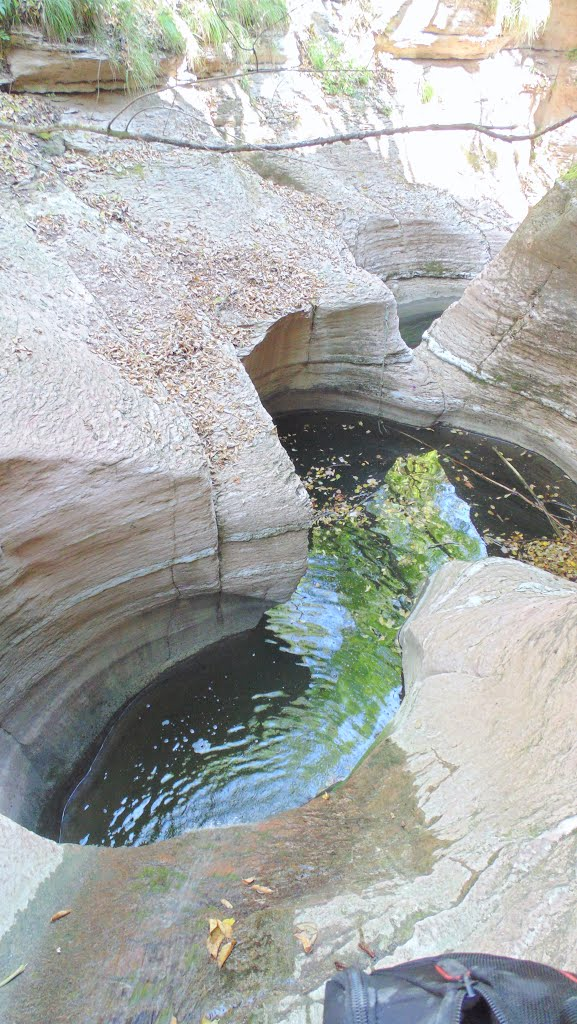
Val Maggiore a Cornolade

Il territorio comunale si estende su entrambe le rive del Piave con un saliscendi di altitudini comprese tra i 378 e i 2.133 m s.l.m. Si possono distinguere tre zone:
- Destra Piave: Ponte nelle Alpi, Polpet, Pian di Vedoia;
- Sinistra Piave o Coi de Pera: Rione Santa Caterina, Lastreghe, Canevoi, Cadola (sede comunale), Piaia, Cugnan, Col di Cugnan, Losego, Roncan, Quantin, Cornolade, Lizzona, Vich, La Secca;
- Oltrerai: Soccher, Arsiè, Paiane, Casan, Reveane.

## Storia

### Dalle origini all'epoca romana
Le testimonianze più antiche lasciate dalla civiltà risalgono all'età della pietra e sono state individuate in diverse località del territorio: Coi de Pera, Sass de Pescamon, Losego.
Ma risalgono all'epoca romana i segni inequivocabili di una presenza stabile e diffusa: sono emersi resti di accampamenti, residenze, sepolture e strade, oltre che monili, monete e utensili. I ritrovamenti si sono concentrati attorno a Losego e a Polpet.

### Il medioevo
Sin dal primo medioevo la zona assunse importanza strategica e vennero costruite tre fortificazioni a difesa delle tre vallate che vi confluiscono.
Il castello di San Giorgio, presso Soccher, fu fondato nel VI secolo e fu possesso dei Caminesi, feudatari e poi avogari, cioè amministratori dei beni diocesani, dei vescovi di Belluno. La Casamatta, sulle rive del lago di Santa Croce, difendeva la pieve di Frusseda (la principale istituzione locale, sia civile che religiosa) volgendosi verso la sella di Fadalto e quindi alla Val Lapisina. La terza fortificazione era il Castellet, a nord di Polpet, forse costruito sui resti di un monastero cistercense.
In quest'epoca assume particolare rilievo il ponte di collegamento sul Piave da cui il paese trae il nome. Citato sin dal 1181, nel 1412 fu distrutto dai veneziani per bloccare il passo agli ungari invasori. Ricostruito nel 1415, fu incendiato nel 1484 e, nei successivi due secoli, viene distrutto e ricostruito per ben cinque volte.

### Simboli
(R.D. 13/12/1928)
Il gonfalone è un drappo di rosso.

## Monumenti e luoghi d'interesse

### Architetture religiose

#### Chiesa di Santa Maria del Rosario
L'attuale chiesa, sita a Cadola, è del 1862 e fu progettata da Giuseppe Segusini. Precedentemente esisteva un altro edificio sacro eretto intorno al 1570 sui resti di una costruzione anteriore all'anno mille. Conserva opere di grande valore artistico, come le tele di Cesare Vecellio e Francesco Frigimelica il vecchio.

#### Chiesa di Sant'Andrea in Monte

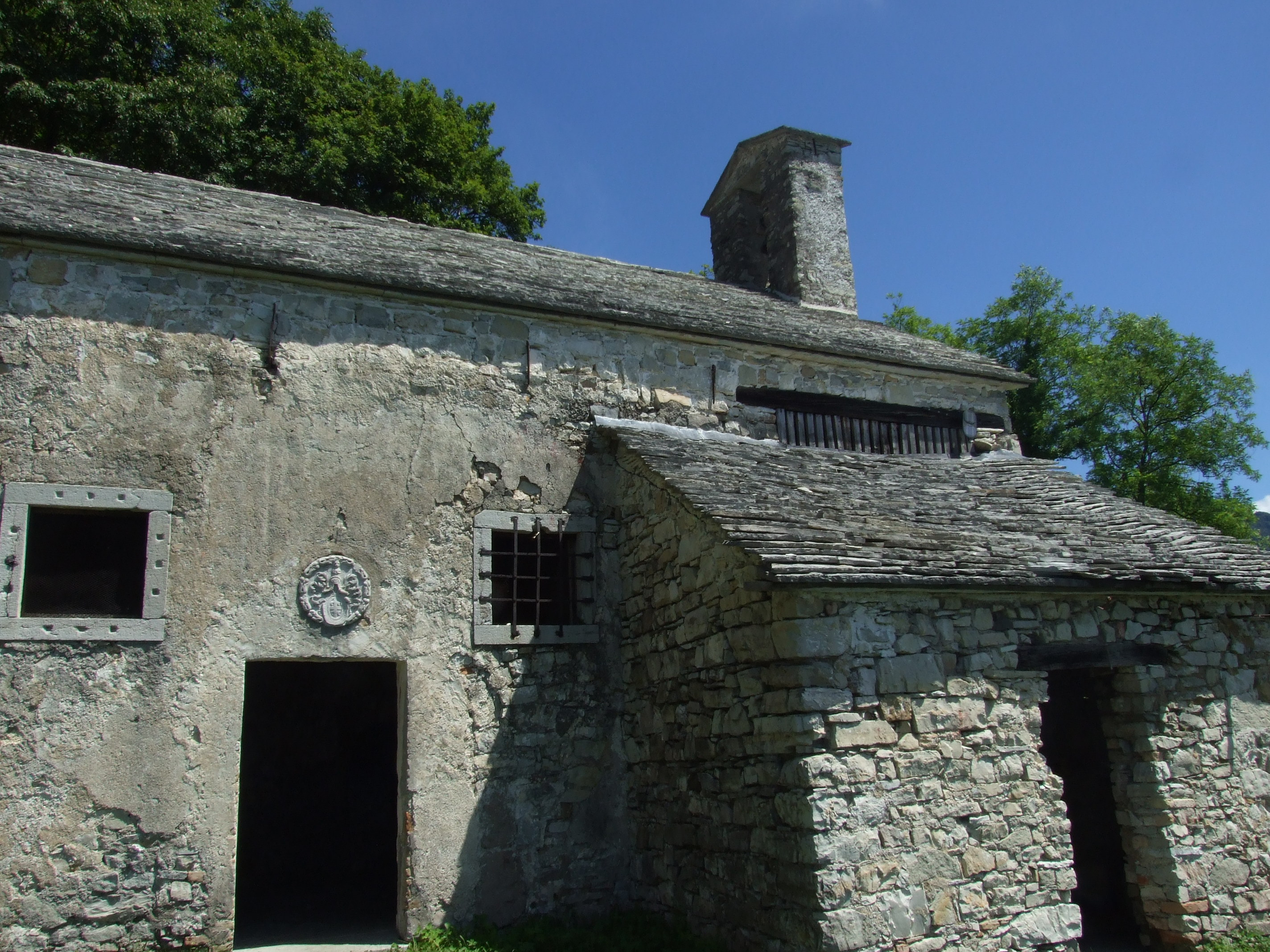
L'eremo di Sant'Andrea sul Monte Serva

Questa piccola chiesa risale al XII secolo, eretta su un pianoro del monte Frusseda (741 m s.l.m.), nei pressi dei resti dell'antico Castellet. La chiesa conserva un bel ciclo di affreschi rovinato in epoca recente da vandali.

#### Chiesa di Santa Caterina d'Alessandria
A Ponte nelle Alpi, è un edificio duecentesco posto su un costone a strapiombo sul Piave, nei pressi dello storico ponte. Conserva notevoli affreschi e opere lignee.

### Architetture civili

#### Villa Pagani-Cesa
Villa Pagani-Cesa ora Orzes, della seconda metà del XVII secolo, sorge nella località di Fontanella, nell'Oltrerai. Costruita dalla nobile famiglia Cesa, vi risiedeva il giovane Mauro Cappellari della Colomba, futuro papa Gregorio XVI.
Si tratta di una villa veneta, di gusto molto più rustico rispetto alle altre della Valbelluna. All'interno è custodita una testiera da letto del Settecento in legno dipinto, con lo stemma dei Cappellari. Nei pressi della villa c'era una cappella, oggi scomparsa.

## Società

### Evoluzione demografica
Abitanti censiti

### Qualità della vita e riconoscimenti
- Comune Riciclone 2010, 2011, 2012, 2013, 2014 e 2015: un importante riconoscimento di Legambiente che premia Ponte nelle Alpi come primo comune d'Italia per la raccolta differenziata dei rifiuti[6][7].

## Geografia antropica

### Frazioni
Nel vasto territorio comunale si distribuiscono ventuno frazioni.
- Ponte nelle Alpi - È la frazione che dà il nome al comune (ma non ne è la sede), ubicata su un pianoro presso la riva destra del Piave.
- Polpet - Contigua a Ponte, dalla quale la separa la ferrovia, è il centro più importante dal punto di vista demografico. Vi sorgono la stazione ferroviaria e una delle quattro parrocchiali del comune (Santa Maria Nascente). Il toponimo, attestato nel 1172 come Polpetum, è in relazione con il termine in latino populus, che indica il "pioppo"[8].
- Pian di Vedoia - Si trova all'estremità settentrionale del territorio comunale, di fronte a Soverzene. È nota in quanto vi termina l'Autostrada A27 proveniente da Mestre.
- Rione Santa Caterina - Frazione di sinistra Piave posta di fronte a Ponte nelle Alpi, contigua a Lastreghe a ovest e a Canevoi a est.
- Lastreghe - Frazione occidentale nella sinistra Piave vicino a Rione Santa Caterina a breve distanza dal confine con Belluno.
- Canevoi - Borgata a est di Rione Santa Caterina, è contigua anche a Cadola.
- Cadola - Si trova alla confluenza del Rai nel Piave ed è sede comunale, nonché della parrocchia di Santa Maria del Rosario. Fino al 2002 vi si trovava anche la stazione di Cadola-Soccher, ora soppressa.
- Piaia - Contigua a sud a Canevoi, è il primo paese posto lungo la SP 31 "del Nevegal".
- Arsiè, Casan, Paiane e Soccher sono borgate contigue, di fatto un unico centro abitato; insieme a Reveane sono localizzate su una terrazza ai piedi del monte Dolada e alla sinistra del Piave, oltre, appunto, il fiume Rai. L'area è limitrofa all'Alpago ed è direttamente collegata a Pieve mediante la SP 4 "della Val Cantuna". Soccher aveva una tradizione per la lavorazione della pietra tanto che diventò famoso il motto dei scalpellini locali: Tic tic, sempre tac... ma mai rich!, coniato all'inizio del Novecento da Federico Pierobon.[9]
- Vich - Si raggiunge da una deviazione della provinciale del Nevegal, su un'area di mezzacosta rivolta all'Alpago.
- Lizzona, La Secca, Cornolade - Le prime due sorgono sul fondo della valle del Rai, lungo la SS 51, la terza è in posizione più elevata, affacciata al Lago di Santa Croce. Tra Lizzona e La Secca si trova la stazione per l'Alpago.
- Cugnan, Col di Cugnan, Roncan - Tre paesi disposti lungo la strada per il Nevegal. A Col di Cugnan si trova la chiesa parrocchiale di San Giuseppe.
- Losego - Grosso agglomerato al confine con Belluno, raggiungibile da Col di Cugnan o Cugnan.
- Quantin - È uno degli abitati più elevati del comune (763 m s.l.m.), a breve distanza dal Nevegal. Vi si trova la parrocchiale dei Santi Angeli.

## Infrastrutture e trasporti

### Strade

#### Autostrade
Nel territorio comunale ha termine l'Autostrada A27, proveniente da Mestre. Oltre all'interconnessione con la Strada Statale 51 a Pian di Vedoia (al km 82+500), è presente l'uscita Belluno nei pressi di Cadola (al km 77+200), la barriera di esazione Belluno (al km 75+200), l'area di servizio Ponte nelle Alpi ovest e l'area di parcheggio Ponte nelle Alpi est (al km 82+000).

#### Strade statali
- di Alemagna: proveniente da San Vendemiano. Entra nel territorio comunale dopo la frazione di Santa Croce del Lago (km 28+100), costeggia il lago di Santa Croce, attraversa le frazioni di la Secca, Lizzona, Ponte delle Schiette, Cadola, Santa Caterina, Ponte nelle Alpi (con le denominazioni di viale Roma, viale Cadore, via Cima I Prà). Al km 42+200 è presente l'interconnessione con l'autostrada A27. Entra nel comune di Longarone al km 43+400 nei pressi della frazione di Fortogna, attraversa tutto il comune, il Cadore, l'Ampezzano e termina a Dobbiaco.
- del Grappa e Passo Rolle: si dirama dalla SS 51 a Ponte nelle Alpi e attraversa l'abitato con il nome di viale Dolomiti. Entra nel comune di Belluno alla progressiva 1+400, attraversa il capoluogo di provincia, Sedico, Santa Giustina, Feltre, Fiera di Primiero e termina a Predazzo.

#### Strade provinciali
- della Sinistra Piave: si dirama dalla SS 51 a di Santa Caterina e dopo un chilometro entra nel comune di Belluno nei pressi della frazione di Sagrogna. Attraversa poi tutti i comuni posti nella riva sinistra del Fiume Piave (Limana, Borgo Valbelluna) per terminare nella frazione di Busche (comune di Cesiomaggiore) dopo aver attraversato il Piave in corrispondenza della diga di Busche.
- della Val Cantuna: si dirama dalla SS 51 a Cadola, attraversa le frazioni di Paiane, Casan, Arsiè ed entra nel comune di Alpago alla progressiva 6+700. Attraversa poi Pieve d'Alpago e Garna per terminare a Puos d'Alpago.
- di Soverzene: si dirama dalla SS 51 in località Cima I Prà, sovrappassa l'Autostrada A27 ed entra nel comune di Soverzene alla progressiva 1+400 in corrispondenza del ponte-diga. Termina a Soverzene.
- del Nevegal: si dirama dalla SS 51 a Santa Caterina, attraversa le frazioni di Piaia, Cugnan, Col di Cugnan e Quantin ed entra nel comune di Belluno in località Pian Longhi dopo 12,2 km. Raggiunge in seguito il colle del Nevegal e scende nel fondovalle a Castion per poi terminare presso il Ponte della Vittoria a Belluno.
- di Tignes: si dirama dalla SS 51 in località Ponte delle Schiette ed entra nel comune di Alpago alla progressiva 0+100 in corrispondenza del ponte sul torrente Rai. La strada prosegue attraversando la zona industriale Paludi, la frazione Tignes per terminare a Pieve d'Alpago sulla SP 4.
- dell'Alpago e del Cansiglio: si dirama dalla SS 51 nella frazione di La Secca ed entra nel comune di Alpago alla progressiva 0+100 in corrispondenza del ponte sul torrente Rai. La strada attraversa poi l'Alpago e il Cansiglio per terminare a Vittorio Veneto.

### Ferrovie
Il territorio comunale è attraversato da ovest a nord dalla linea ferroviaria Belluno-Calalzo, aperta l'8 agosto 1912. Nel 24 settembre 1938 è stata aperta la linea ferroviaria per Conegliano che collega la Valbelluna con la pianura veneta attraverso la Sella di Fadalto. Nel territorio comunale sono presenti le stazioni di:
- Stazione di Ponte nelle Alpi-Polpet: stazione a servizio degli abitati di Ponte nelle Alpi e Polpet, è ubicata lungo la ferrovia per il Cadore ed è il capolinea della ferrovia per Conegliano
- Stazione di Cadola-Soccher: stazione soppressa dal 2002, a servizio delle frazioni di Cadola e Soccher
- Stazione per l'Alpago: fermata ferroviaria ubicata nella frazione di La Secca, a servizio dell'Alpago

I collegamenti offerti sono di tipo regionale e svolti da Trenitalia. Le corse svolte collegano Belluno con Conegliano e Calalzo. Ci sono inoltre altre relazioni come la Belluno-Venezia Santa Lucia, che circola nei giorni feriali con partenza alla mattina e arrivo alla sera, la Vicenza-Calalzo e Venezia Santa Lucia-Calalzo, che circola nei giorni festivi con arrivo a Ponte nelle Alpi alla mattina e partenza verso Vicenza e Venezia alla sera. In autostrada transitano, senza alcuna fermata in territorio comunale, i bus di collegamento con l'alta velocità tra la stazione di Venezia Mestre, Longarone e le località del Cadore (Pieve di Cadore, San Vito di Cadore, Cortina d'Ampezzo), offerti da Trenitalia (Freccialink) e NTV Italo (Italobus).

### Mobilità urbana
Il comune è attraversato dalle seguenti linee autobus extraurbane di Dolomitibus:
- 9 Belluno-Calalzo
- 15 Belluno-Soverzene
- 19 Belluno-Podenzoi
- 25 Belluno-Pecol
- 37 Belluno-Puos-Valdenogher
- 37-38-39 Belluno-Pieve-Puos d'Alpago
- 37-39 Belluno-Lamosano-Chies d'Alpago
- 38 Belluno-Reveane
- 41 Belluno-Vittorio Veneto
- 42 Belluno-Quantin

Il comune è servito anche dalle linee dirette alle zone industriali di Villanova (Longarone) e Paludi (Alpago). Sono presenti inoltre alcune linee turistiche gestite da Dolomitibus (Venezia-Falcade/Cortina) e ATVO (Belluno-Jesolo e Cortina-Venezia).

### Mobilità ciclabile
Il comune è attraversato dalla pista ciclabile Via Regia che collega Venezia a Monaco, costeggiando il canale Cellina tra Soverzene e l'Alpago e lambendo le frazioni di Soccher e Paiane. A Cadola si origina la pista ciclabile che attraversa il territorio della Sinistra Piave, attraversando le frazioni di Canevoi, Lastreghe e la località Vena d'Oro per proseguire verso Levego, Limana, Trichiana, Mel e Lentiai. Dal quartiere di Nuova Erto parte un tratto di pista ciclabile diretto a Safforze (Belluno) che si collega ai tratti urbani realizzati in comune di Belluno che consentono di raggiungere il centro storico.
È presente infine una pista ciclabile che collega Ponte nelle Alpi a Cadola e Paiane che utilizza lo spazio del secondo binario sul ponte ferroviario sul fiume Piave.

## Amministrazione

### Sindaci dal 1946
|                                                      | Antonio Orzes                           | Democrazia Cristiana              | 1946-1960 | 1946 |
| 1951                                                 | Antonio Orzes                           | Democrazia Cristiana              | 1946-1960 |      |
| 1956                                                 | Antonio Orzes                           | Democrazia Cristiana              | 1946-1960 |      |
|                                                      | Umberto Orzes                           | Partito Socialista Italiano       | 1960-1972 | 1960 |
| 1964                                                 | Umberto Orzes                           | Partito Socialista Italiano       | 1960-1972 |      |
| 1970                                                 | Umberto Orzes                           | Partito Socialista Italiano       | 1960-1972 |      |
|                                                      | Renato Costantini                       | Partito Socialista Italiano       | 1972-1980 | 1970 |
| 1975                                                 | Renato Costantini                       | Partito Socialista Italiano       | 1972-1980 |      |
|                                                      | Giovanni Bortot                         | Partito Comunista Italiano        | 1980-1985 | 1980 |
|                                                      | Marcello Dal Borgo                      | Democrazia Cristiana              | 1985-1987 | 1985 |
|                                                      | Giovanni Bortot                         | PCI (1987-1991) / PDS (1991-1994) | 1987-1994 | 1985 |
| 1990                                                 | Giovanni Bortot                         | PCI (1987-1991) / PDS (1991-1994) | 1987-1994 |      |
|                                                      | Vittorio Fregona                        | Partito Socialista Italiano       | 1994-1995 | 1990 |
| Sindaci eletti direttamente dai cittadini (dal 1995) |                                         |                                   |           |      |
|                                                      | Giovanni Bortot                         | Centro-sinistra                   | 1995-1999 | 1995 |
|                                                      | Vittorio Fregona                        | Centro-destra                     | 1999-2004 | 1999 |
|                                                      | Fulvio De Pasqual                       | Centro-sinistra                   | 2004-2009 | 2004 |
|                                                      | Roger De Menech                         | Centro-sinistra                   | 2009-2013 | 2009 |
|                                                      | Paolo Vendramini (Vicesindaco reggente) | Centro-sinistra                   | 2013-2014 | 2009 |
|                                                      | Paolo Vendramini                        | Centro-sinistra                   | 2014-2024 | 2014 |
| 2019                                                 | Paolo Vendramini                        | Centro-sinistra                   | 2014-2024 |      |
|                                                      | Elena Levorato                          | Centro-destra                     | dal 2024  | 2024 |

### Gemellaggi
- Petroșani

### Altre informazioni amministrative
La denominazione del Comune fino al 1867 era Capodimonte. Ancora più anticamente il paese era noto come Pieve di Frusseda.